# Prvenstvo Ljubljanskog nogometnog podsaveza 1938./39.
Prvenstvo Ljubljanskog podsaveza za sezonu 1938./39. bilo je dvadeseto nogometno natjecanje u organizaciji Ljubljanskog nogometnog podsaveza.

## Novosti
U sezoni 1938./39. prvenstvo Ljubljanskog podsaveza odvijalo se po sličnom sustavu kao i godinu prije. Hermes, za koji su igrali Oblak, Košmerl, Svetic, Košenina, Derenda, Mokorel, Primar, Martinšek, Rihar, Brodnik i Kretič, ponovo se borio za naslov u ljubljanskoj skupini, ali je ovoga puta prvak bilo Bratstvo. No, plavo-bijeli su uspjeli osvojiti barem drugo mjesto nakon što su u prošlom kolu u Kranju protiv izravnog konkurenta pred velikom publikom izvukli željeni bod. Dobro su prošli i Reka, Jadran i Mars koji su zauzeli mjesta u sredini tablice, a prvi je posebno bio relativno blizu plasmanu u finale. Natjecale su se tri najbolje ekipe, a natjecanje u kojem su sudjelovali i najbolji klubovi iz skupine Celje i Maribor odvijalo se po sustavu eliminacije. Hermes je ispao u prvom kolu protiv Maribora, koji je kasnije osvojio naslov s dvije pobjede nad Bratstvom u finalu. 

U drugoligaškom društvu Disk iz Domžala ostvario je povijesni uspjeh, prvo je pobijedio u kamničkoj skupini, a potom je u finalnoj utakmici za prvenstvo i promociju iznenađujuće svladao Grafiku iz Ljubljane te se tako prvi put u povijesti plasirao među najbolje slovenske klubove. 

U međuvremenu, SK Ljubljana se, kao jedini predstavnik ljubljanskog podsaveza, ponovno pojavio u jugoslavenskoj ligi, gdje ovaj put, za razliku od prethodnih sezona, nije vodio grčevitu borbu za opstanak. Ne zato što je nešto izmijenjena momčad, u kojoj je briljirao mladi napadač Drago Erber, bila znatno bolja nego prije, nego ponajviše zato što su u ligu ušli i novi skromniji klubovi iz Skoplja, Zemuna i Varaždina. Situacija u ljubljanskoj momčadi nije bila nimalo dobra, a na zimskom se skupu, zbog velikih financijskih poteškoća, raspravljalo i o njezinom raspuštanju. Ni zima nije bila baš uspješna na terenu, Građanski je ponovno pobijedio zeleno-bijele u kup-utakmici u Zagrebu, ovoga puta rezultatom 6:0.

## Grupne lige

### Ljubljana
| mj. | klub              | ut. | pob. | ner. | por. | gol+ | gol- | bod |
| --- | ----------------- | --- | ---- | ---- | ---- | ---- | ---- | --- |
| 1.  | Bratstvo Jesenice | 14  | 10   | 1    | 3    | 35   | 19   | 21  |
| 2.  | Hermes Ljubljana  | 14  | 8    | 3    | 3    | 35   | 26   | 19  |
| 3.  | Kranj             | 14  | 8    | 2    | 4    | 60   | 28   | 18  |
| 4.  | Reka Vič          | 14  | 7    | 2    | 5    | 38   | 25   | 16  |
| 5.  | Jadran Ljubljana  | 14  | 7    | 2    | 5    | 30   | 30   | 16  |
| 6.  | Mars Ljubljana    | 14  | 5    | 1    | 8    | 29   | 39   | 11  |
| 7.  | Svoboda Vič       | 14  | 5    | 0    | 9    | 26   | 34   | 10  |
| 8.  | Kovinar Jesenice  | 14  | 0    | 1    | 13   | 20   | 72   | 1   |

- Bratstvo Jesenice, Hermes Ljubljana i Kranj idu u završnicu prvenstva

### Celje
| mj. | klub            | ut. | pob. | ner. | por. | gol+ | gol- | bod |
| --- | --------------- | --- | ---- | ---- | ---- | ---- | ---- | --- |
| 1.  | Athletik SK     | 8   | 5    | 2    | 1    | 18   | 8    | 12  |
| 2.  | SK Celje        | 8   | 4    | 2    | 2    | 28   | 14   | 10  |
| 3.  | Amater Trbovlje | 8   | 2    | 4    | 2    | 10   | 13   | 8   |
| 4.  | Olimp Celje     | 8   | 1    | 3    | 4    | 14   | 19   | 5   |
| 5.  | Jugoslavija     | 8   | 1    | 3    | 4    | 12   | 28   | 5   |

- Athletik SK i SK Celje idu u završnicu prvenstva

### Maribor
| mj. | klub               | ut. | pob. | ner. | por. | gol+ | gol- | bod |
| --- | ------------------ | --- | ---- | ---- | ---- | ---- | ---- | --- |
| 1.  | ČŠK Čakovec        | 10  | 6    | 4    | 0    | 23   | 9    | 16  |
| 2.  | Železničar Maribor | 10  | 4    | 5    | 1    | 15   | 10   | 13  |
| 3.  | 1. SSK Maribor     | 10  | 3    | 4    | 3    | 21   | 18   | 10  |
| 4.  | Mura M. Sobota     | 10  | 3    | 2    | 5    | 23   | 25   | 8   |
| 5.  | Rapid Maribor      | 10  | 3    | 2    | 5    | 19   | 21   | 8   |
| 6.  | Slavija            | 10  | 1    | 3    | 6    | 10   | 28   | 5   |

- ČŠK Čakovec, Železničar Maribor i 1. SSK Maribor idu u završnicu prvenstva

## Završnica prvenstva
| Prva momčad       | Ukupno          | Druga momčad       | 1. utakmica  | 2. utakmica  |
| Četvrtzavršnica   | Četvrtzavršnica | Četvrtzavršnica    | 2. 4. 1939.  | 16. 4. 1939. |
| ----------------- | --------------- | ------------------ | ------------ | ------------ |
| Kranj             | 5:4             | Železničar Maribor | 2:3          | 3:1          |
| 1. SSK Maribor    | 4:2             | Hermes Ljubljana   | 2:0          | 2:2          |
| Athletik Celje    | 2:6             | Bratstvo Jesenice  | 2:2          | 0:4          |
| ČŠK Čakovec       | 5:1             | SK Celje           | 3:0          | 2:1          |
| Poluzavršnica     | Poluzavršnica   | Poluzavršnica      | 23. 4. 1939. | 30. 4. 1939. |
| ČŠK Čakovec       | 3:4             | Bratstvo Jesenice  | 3:0          | 0:4          |
| 1. SSK Maribor    | 7:4             | Kranj              | 3:1          | 4:3          |
| Završnica         | Završnica       | Završnica          | 7. 5. 1939.  | 14. 5. 1939. |
| Bratstvo Jesenice | 2:5             | 1. SSK Maribor     | 1:3          | 1:2          |
| Izvori:           |                 |                    |              |              |

- 1. SSK Maribor postao je prvak podsaveza i ide u kvalifikacije za prvenstvo Jugoslavije 1939./40.

## Poveznice
- Ljubljanski nogometni podsavez
- Prvenstvo Jugoslavije u nogometu 1938./39.
- Kvalifikacije za prvenstvo Jugoslavije u nogometu 1939.

## Vanjske poveznice
- Milorad Sijić, Fudbal u Kraljevini Jugoslavije (drugo dopunjeno izdanje)
- Zgodovina nogometa v Kraljevini SHS/Jugoslaviji in v času okupacije
- Zbornik Medobčinske nogometne zveze Ljubljana 1920–2020
- RSSSF
- exYUfudbal